# Gemma
A Gemma latin eredetű női név, jelentése: bimbó, drágakő, gyöngy, rügy.

## Gyakorisága
Az 1990-es években szórványos név, a 2000-es években nem szerepel a 100 leggyakoribb női név között.

## Névnapok
- április 11.[2]
- május 12.[2]
- május 14.[2]
- június 20.[2]

## Híres Gemmák
- Gemma Arterton - angol színésznő
- Gemma Jones – angol karakterszínésznő
- Gemma Ward – modell